# Drzonowo (powiat kołobrzeski)
Drzonowo (do 1945 niem. Drenow) – wieś w północno-zachodniej Polsce, położona w województwie zachodniopomorskim, w powiecie kołobrzeskim, w gminie Kołobrzeg.
Wieś została założona nie później niż w XIV w. Pierwsze zapiski pochodzą z 1315 r. i określają ją jako lenno rodu von Manteuffel. W historii wielokrotnie zmieniała właścicieli. Najbardziej dynamiczny rozwój przypada na przełom XIX i XX wieku.
Przez miejscowość przebiega droga powiatowa nr 0253Z z Karcina do Nowogardka. Z Drzonowa odchodzi także droga powiatowa nr 0255Z, która łączy wieś z drogą wojewódzką nr 102.
Przy zachodniej części wsi przepływa rzeka Dębosznica, która oddziela ją od sąsiedniej wsi Sarbi.
W Drzonowie znajduje się filia Biblioteki Publicznej Gminy Kołobrzeg
We wsi mieści się Szkoła Podstawowa im. Mieszka I, do której w 2011 r. uczęszczało 206 uczniów, a ponadto do oddziałów przedszkolnych 49 dzieci. Do obwodu szkoły podstawowej należą uczniowie miejscowości: Drzonowo, Bogusławiec, Przećmino, Błotnica, Samowo, Sarbia, Głąb, Stary Borek, Nowy Borek, Karcino, Nowogardek, Głowaczewo. Ponadto znajduje się tu Gimnazjum im. Bolesława Chrobrego. 
Od roku 2013 w Szkole Podstawowej prowadzone są treningi sztuki walki Taekwon-do skierowanie do dzieci, młodzieży i dorosłych z okolicy. We wrześniu 2015 r. treningi prowadzi stowarzyszenie Szkoła Taekwon-do ITF "Hwa-Rang" z siedzibą w Drzonowie.
Od roku 2015 przy Szkole Podstawowej funkcjonuje także Uczniowski Klub Piłkarski "Chrobry Drzonowo"
We wsi swoją siedzibę ma Gminny Klub Sportowy Piast Drzonowo. Utworzony w 1960 r., ma barwy klubowe zielono-czerwono-białe. Rozgrywał mecze na stadionie w Sarbi. W sezonie 2011/2012 grał w klasie okręgowej. Obecnie klub ten nie prowadzi już działalności.
W 2009 r. szkole podstawowej nadano imię Mieszka I.
We wsi działa Ochotnicza Straż Pożarna - jedna z pięciu w Gminie Kołobrzeg posiadająca własny, stosunkowo nowy wóz bojowy. Prężnie działa tutaj Koło Polskiego Związku Rybackiego nr 90.  
Ponadto, w Budynku Socjalnym należącym do Gminy Kołobrzeg mieści się Biblioteka Publiczna, Pracownia Orange w Drzonowie, Przychodnia Lekarska oraz Przedszkole Towarzystwa Przyjaciół Dzieci. We wsi znajduje się również punkt apteczny, sklep spożywczo-przemysłowy, kiosk spożywczy oraz bar "Kredens".
W lutym 2018 r. oddano do użytku 650 m drogi pieszo-jezdnej, która zastąpiła drogę płytową służącą za dojazd do niektórych posesji.  

## Zabytki
- park dworski, z drugiej poł. XIX, nr rej.: 973 z 24.01.1978, pozostałość po dworze.